# La Mesa del Espinal
La Mesa del Espinal är en ort i Mexiko.   Den ligger i kommunen Naolinco och delstaten Veracruz, i den sydöstra delen av landet, 240 km öster om huvudstaden Mexico City. La Mesa del Espinal ligger 1 106 meter över havet och antalet invånare är 433.
Terrängen runt La Mesa del Espinal är lite bergig. Runt La Mesa del Espinal är det mycket tätbefolkat, med 3 369 invånare per kvadratkilometer. Närmaste större samhälle är Xalapa, 12,1 km söder om La Mesa del Espinal. I omgivningarna runt La Mesa del Espinal växer huvudsakligen savannskog.